# Bathythrix spheginus
Bathythrix spheginus är en stekelart som först beskrevs av Johann Ludwig Christian Gravenhorst 1829.  Bathythrix spheginus ingår i släktet Bathythrix och familjen brokparasitsteklar. Inga underarter finns listade.